# Фунтовое пожертвование
Фу́нтовое поже́ртвование (нем. Pfundspende) — пожертвование для нуждающихся в виде нескоропортящихся продуктов, таких как макароны, горох, сахар или консервы, упакованные в пакеты. Инициатива сбора таких пакетов получила распространение в Германии в период национал-социализма, когда сотрудники Зимней помощи собирали пожертвования в виде продуктовых наборов и затем распределяли их нуждающимся.

## Организация
«Фунтовое пожертвование» не было оригинальным изобретением национал-социалистов. Общественные и церковные благотворительные организации призывали к сбору продуктовых наборов в ограниченных количествах ещё до 1933 года; практика была широко распространена и в других странах. В настоящее время пакеты с продуктовыми наборами для бедствующих можно приобрести и положить в специальные ящики во всех крупных пищевых супермаркетах Канады.
Организация «Зимней помощи» не просто переняла идею, но реализовала её по всей территории Германии, где с декабря 1933 года начали распространяться продуктовые наборы в бумажных пакетах с символикой организации. Пожертвования со временем превратились практически в обязанность. В свою очередь, сборщиков обязывали не просто раскладывать эти пакеты по почтовым ящикам, а лично вручать семье нуждающегося (обычно домохозяйке, которая оставалась дома) с тем, чтобы довести до их сведения, что им помогает организация, созданная нацистской партией.
Сбор обычно производился раз в месяц; местами, по-видимому, бывало и чаще. Масса в 1 фунт, то есть около половины килограмма, была минимальной рекомендуемой, однако в реальности пакеты могли весить до 4 фунтов (около 2 кг).
В печатном отчёте Зимней помощи за 1937/38 год общий объём «фунтовых пожертвований» указан как 29 254 716 кг. Самое позднее с 1939 года, когда получили широкое распространение продовольственные карточки, для замены «фунтового пожертвования» ввели денежные пожертвования. С 1943 года сбор продуктовых пожертвований больше не проводился.

## Послевоенный период
Идея «фунтового пожертвования» возродилась в отдельных регионах Западной Германии: согласно газетному сообщению, в 1953 году в районе Гархинг-ан-дер-Альц была организована рождественская вечеринка для нуждающихся с раздачей «фунтовых пожертвований». Муниципальная газета Штраскирхена сообщила о «фунтовых пожертвованиях», которые принесли нуждающимся согражданам на Рождество в 1960-х годах.